# Manoel Maria
Manoel Maria, właśc. Manoel Maria Evangelista Barbosa dos Santos (ur. 29 lutego 1948 w Belém) – piłkarz brazylijski, występujący podczas kariery na pozycji napastnika.

## Kariera klubowa
Karierę piłkarską Manoel Maria rozpoczął w Remo Belém w latach sześćdziesiątych. Z Remo zdobył mistrzostwo stanu Pará – Campeonato Paraense w 1968 roku. W tym samym roku przeszedł do Tuna Luso Belém. W latach 1968–1973 występował w Santosie FC. Z Santosem wygrał rozgrywki Torneio Roberto Gomes Pedrosa 1968 oraz zdobył mistrzostwo stanu São Paulo – Campeonato Paulista w 1973 roku. W Santosie 13 listopada 1971 w przegranym 1-3 meczu z Fluminense FC Manoel Maria zadebiutował w lidze brazylijskiej.
W latach 1974–1975 występował w Paysandu SC. Ostatni raz w lidze Manoel Maria wystąpił 14 lipca 1974 w przegranym 0-1 meczu z Guarani FC. Bilans jego w lidze to 12 występów. W 1975 roku występował w USA w New York Cosmos. Karierę zakończył w Santosie w 1976 roku.

## Kariera reprezentacyjna
W 1968 roku Manoel Maria uczestniczył w Igrzyskach Olimpijskich w Meksyku. Na turnieju Manoel Maria wystąpił w dwóch meczach grupowych reprezentacji Brazylii z Hiszpanią i Japonią.